# Brave New World (série télévisée, 2020)
Pour les articles homonymes, voir Brave New World.
Brave New World est une série télévisée d'anticipation dystopique américaine développée par David Wiener et diffusée depuis le 15 juillet 2020 sur le service de streaming Peacock (NBCUniversal) aux États-Unis et sur Sky1 au Royaume-Uni. Il s'agit de la seconde adaptation du roman éponyme d'Aldous Huxley à savoir Le Meilleur des mondes de 1932.

## Synopsis
La série se déroule dans une société utopique où la paix et la stabilité règnent grâce à l'interdiction de la monogamie, de la vie privée, de l'argent, de la famille et de l'histoire.

## Distribution

### Acteurs principaux
- Alden Ehrenreich (VF : Fabrice Fara) : John le Sauvage[4]
- Jessica Brown Findlay (VF : Karine Foviau) : Lenina Crowne[5]
- Harry Lloyd (VF : Sébastien Desjours) : Bernard Marx[6]
- Kylie Bunbury (VF : Jessica Monceau) : Frannie Crowne
- Nina Sosanya (VF : Annie Milon) : Mustafa Mond
- Joseph Morgan : CJack60/Elliot
- Sen Mitsuji : Henry Foster
- Hannah John-Kamen : Wilhelmina « Helm » Watson
- Demi Moore : Linda

 Source et légende : version française (VF) sur RS Doublage

## Production
En 2015, Syfy annonce son intention de développer la série avec Darryl Frank et Justin Falvey à la production. En 2016, les scénaristes Les Bohem, Grant Morrison et Brian Taylor intègrent le projet. Le 13 février 2019, la série est déplacée sur USA Network et il est annoncé que David Wiener remplace Les Bohem et qu'Owen Harris réalisera le pilote.
En avril 2019, Ehrenreich est le premier acteur à rejoindre la distribution principale pour le rôle de John le Sauvage. Le même mois, Harry Lloyd est annoncé au rôle de Bernard Marx. En mai 2019, la production déclare que Jessica Brown Findlay jouera Lenina Crowne. En juin de la même année, Kylie Bunbury, Hannah John-Kamen, Sen Mitsuji, Joseph Morgan et Nina Sosanya sont ajoutés au casting de même que Demi Moore qui aura un rôle récurrent,.
En septembre 2019, NBCUniversal annonce que la série sera diffusée sur Peacock.
La diffusion de la série a débuté le 15 juillet 2020.
Le 28 octobre 2020, Peacock annule la série après une saison.

## Épisodes
| Saisons | Saisons | Nombre d'épisodes | Diffusion originale sur Peacock | Diffusion originale sur Peacock |
| Saisons | Saisons | Nombre d'épisodes | Début de saison                 | Fin de saison                   |
| ------- | ------- | ----------------- | ------------------------------- | ------------------------------- |
|         | 1       | 9                 | 15 juillet 2020                 | 15 juillet 2020                 |

1. Pilote (Pilot)
2. Besoins et conséquences (Want and Consequence)
3. Tout le monde est heureux maintenant ! (Everybody Happy Now!)
4. Avaler la pilule (Swallow)
5. Chute enflammée (Firefall)
6. Dans la poussière (In the Dirt)
7. Monogamie et futilités 1ère partie (Monogamy and Futility, Part 1)
8. Monogamie et futilités 2ème partie (Monogamy and Futility, Part 2)
9. Rouge soma (Soma Red)